# Masato Ishiwa
Masato Ishiwa (石輪 聖人 Ishiwa Masato?, nacido el 25 de mayo de 1996 en Tottori) es un exfutbolista japonés. Jugaba de centrocampista y su único club fue el Gainare Tottori de Japón.

## Trayectoria

### Clubes
| Club            | País  | Año         |
| --------------- | ----- | ----------- |
| Gainare Tottori | Japón | 2014 - 2015 |

## Estadística de carrera

### J. League
| Club            | Año   | J. League | J. League | Copa J. League | Copa J. League | Total | Total |
| Club            | Año   | Part.     | Goles     | Part.          | Goles          | Part. | Goles |
| --------------- | ----- | --------- | --------- | -------------- | -------------- | ----- | ----- |
| Gainare Tottori | 2014  | 6         | 0         | -              | -              | 6     | 0     |
| Gainare Tottori | 2015  | 4         | 0         | -              | -              | 4     | 0     |
| Total           | Total | 10        | 0         | 0              | 0              | 10    | 0     |